# Popodara
Popodara (ou Popodao, Popodaka) est une subdivision administrative de la Guinée, sous-préfecture de la préfecture de Labé.

## Population
En 2016, la localité comptait 26 584 habitants.